# Siège de Pizzighettone
Guerre de Succession de Pologne
Batailles
- Kehl
- Pizzighettone
- Dantzig
- Bitonto
- Trarbach
- Colorno
- San Pietro
- Philippsbourg
- Gaète
- Capoue (en)
- Guastalla
- Clausen

Le siège de Pizzighettone a eu lieu à Pizzighettone, place forte appartenant au duché de Milan, en novembre et décembre 1733.

## Siège
C'est le premier engagement important sur le théâtre italien de la guerre de Succession de Pologne, il opposa les troupes franco-sardes et les forces autrichiennes de la garnison. Le 30 novembre le gouverneur autrichien négocie la reddition de la place et le 9 décembre, aucun renfort n'étant arrivé, la garnison se retire vers Mantoue avec les honneurs de la guerre.

## Ordre de bataille
- Régiment d'Auvergne
- Régiment de La Reine
- Régiment de Souvré